# Камара, Самба
Самба Камара (фр. Samba Camara; род. 14 ноября 1992, Гавр) — малийский футболист, защитник клуба «Сивасспор» и сборной Мали.

## Клубная карьера
Камара — воспитанник клуба «Гавр». В 2013 году игрок дебютировал за дублирующий состав последних. 2 апреля 2016 года в матче против «Лаваля» он дебютировал в Лиге 2. 17 ноября 2018 года в поединке Кубка Франции против «Гамаше» Самба забил свой первый гол за «Гавр». В декабре 2019 года игрок подписал контракт с американским «Нью-Ингланд Революшн», но сделка была аннулирована после того, как ему не выдали визу. В начале 2020 года Камара перешёл в турецкий «Сивасспор». 16 февраля в матче против «Трабзонспора» он дебютировал в турецкой Суперлиге. В 2022 году игрок помог клубу завоевать Кубок Турции. 20 октября 2024 года в поединке против «Хатайспора» Самба забил свой первый гол за «Сивасспор».

## Международная карьера
В 2021 году Камара дебютировал за сборную Мали. 

## Достижения
Клубные
 «Сивасспор»
- Обладатель Кубка Турции — 2021/2022